# Steinwand (Hochschwabgruppe)
Die Steinwand ist ein 950 m ü. A. hoher Berg am westlichen Rand der Hochschwabgruppe. Sie erhebt sich an der Mündung der Salza in die Enns.
Die Steinwand bildet einen landschaftlich herausragenden Ost–West-streifenden Sporn zwischen den beiden Flüssen. Am Südfuß erstreckt sich das Mooslandl mit dem Ort Dörfl, im Westen liegt Großreifling am anderen Ennsufer. Im Osten befindet sich die Radstatthöhe (637 m ü. A.), über die man von Mooslandl auf der B25 nach Gams bei Hieflau und in das Salzatal gelangt. Die Steinwand bildet den westlichsten Ausläufer der Hochschwabgruppe.
Der Berg liegt im Landschaftsschutzgebiet Ennstaler und Eisenerzer Alpen und Naturpark Eisenwurzen, die Nordflanke gehört schon zum Naturschutzgebiet Wildalpener Salzatal, dessen Umgrenzung über den Gipfelgrat verläuft.
An der Nordflanke führt entlang der Salza der Karl-August-Steig, ein teilweise etwas ausgesetzter Wander- und Mountainbikeweg. Der Weg führt durch die Zone der Konglomeratfelsen, die die ganze Klamm der unteren Salza charakterisieren. Auch an der Westflanke entlang der Enns verläuft vom Mooslandl ein Weg zum Salzabauer an der Salzamündung. Die Wanderung von Großreifling über den Karl-August-Steig, die Radstatt, Dörfl und ennsabwärts wieder zurück, wird Gasteiger Rundwanderweg genannt, zu Ehren des Tiroler Wasserbaumeisters Hanns Gasteiger, der hier 1570 die Gasteiger Rechen genannte Holztriftfanganlage errichtet hat.